# ルイ・イェルムスレウ
ルイ・イェルムスレウ（Louis Hjelmslev、1899年10月3日 - 1965年5月30日）は、デンマークの言語学者。
フェルディナン・ド・ソシュールが創始した記号学（semiology）をより厳密かつ包括的に発展させた言理学（glossematics）と呼ばれる独自の体系を開拓し、言語の理論に「メタ記号」や「共示」（connotation）の概念を導入した。

## 経歴
出生から種が茎
1899年、コペンハーゲン大学数学教授のヨハネス・イェルムスレウの息子としてコペンハーゲンに生まれた。1920年にコペンハーゲン大学に入学し、ホルガー・ペデルセンに比較言語学を学んだ。リトアニア、プラハ、パリに遊学し、1926年から翌年にかけて、パリのアントワーヌ・メイエの下で学んだ。
1929年、学んだのは"比較"言語学であったにもかかわらず最初から"一般"言語学の体系化を目指していたためか、デンマークの出版社からフランス語で『一般文法の原理』を出版した。
コペンハーゲン言語学研究会
1931年、「構造主義者」を標榜した1926年創設のプラハ言語学研究会（プラハ学派）に倣い、言語学の理論化について考察を行う集団としてコペンハーゲン言語学研究会（Cercle linguistique de Copenhague）を結成し、没するまでその会長だった（1934年から37年除く）。コペンハーゲン言語学研究会は３つの委員会（文献委員会、文法委員会、音韻論委員会）から構成されていたが、イェルムスレウがもっとも積極的に参加したのは音韻論委員会であって、さらにプラハ学派の音韻論の体系化を認識論的方法論の観点から不十分と考えていたことから２つの学派は対立することとなった。
イェルムスレウが音韻理論に求めていたことは、当時の音韻論が発達したことにより盛んになってきたプラハ学派が打ち出した構造主義言語学よりも根本的に徹底したものであり、「人文諸科学のための方法論」として「完全に形式化された公理をもとにして、言語固有の構造に到達することを目的とする」理論（言理学）を押し進めることであった。
コペンハーゲン学派におけるイェルムスレウの重要な協力者だったハンス・ヨルゲン・ウルダル（Hans Jørgen Uldall）はダニエル・ジョーンズの友人であり、ジョーンズはウルダルから言理学について説明を受けたが、ほとんど理解されなかった。しかし音韻論に関してはプラハ学派と並んでジョーンズはイェルムスレウの重要な相談相手だった。
1932年、学位論文『バルト諸語研究』(フランス語執筆)と題するバルト語派についての研究を提出して博士号を取得した。1934年、オーフス大学に職を得た。
コペンハーゲン大学教員となる
1937年にはペデルセンの後任としてコペンハーゲン大学の比較言語学教授に就任した。
1943年、デンマーク語で『言語理論の確立をめぐって』を刊行。これは言理学の主張について唯一対等に議論できる理論家であったコペンハーゲン大学言語学教授ビゴ・ブレンダール死去の翌年のことであった。
1950年代初頭より脳硬化症を患ったことにより知的能力の麻痺が徐々に進行してゆくなか、1965年5月30日に死去。享年65歳。

## 研究内容・業績

### 言理学の企図
イェルムスレウの「言理学」は難解なことで知られるが、あくまで”言語学の理論”という意味である。1943年の『言語理論の確立をめぐって』によれば、彼は「完全に形式化された公理をもとにして、言語固有の構造に到達することを目的とする」理論を展開しようとしており、この一文だけを引けばバートランド・ラッセルの『On denoting（外示について）』のような客観的に存在する外示体（denotation）のみを対象とした数学的方法を用いた分析方法を連想させるものであった。
しかしながら、1930年代にプラハ学派と対立する中、言語学者のハンス・ヨルゲン・ウルダルの助力を得て言理学の構築を決意する際に打ち立てたられた目標としては、数理科学のための方法論としてではなく「人文諸科学のための方法論」として受け入れられる必要があるという認識がなされており、実際にイェルムスレウが導入した代表的なものとしては、技術的文書の作成においては積極的に避けることを半ば強制される共示（connotation）や普通同じく推奨されないメタ（meta）概念であった。
ロラン・バルトと同じくイェルムスレウの思想を普及させるのに中心的な役割を果たしたアルジルダス・ジュリアン・グレイマス（Algirdas Julien Greimas）の代表的著作の『言語理論』は、このイェルムスレウの提示した構想の方針に沿ったわかりやすい例とされ、グレイマスはその中で次のように書いている、
「この本は、言語の理論を作り上げるものである。その理論は、言語学でそれまでに得られた知見を全体として取り入れながらも、とりわけ人文科学の認識論として受け取ることができる。なぜならば、この理論は、言語を通して、人間のすべての表現行為を対象としようとするものだからである。」
結論として、イェルムスレウが構想した理論は、ラッセルのような外示体を対象とした言語の数理的分析という範疇をはるかに超えて、その場その場の表現の方法、音韻論、レトリックなどに踏み込んだ、つまり男性が意中の女性をからかう行為などを”科学的”に分析することを目論んだ壮大な言語学の体系であって、日常で発生する言った言わないの水掛け論を裁判所で精緻に裁くためその水掛け論の構造を合理的に組み立てることを意図して大量の難解な専門用語を導入して説明しようとしたようなもの、と喩えることができる。
肝心のイェルムスレウにしても、自身が提示した理論的な要請を進めていくと、言理学は実現不可能な目標を目指すことになるということに早い段階から気づいて言われるが、大きな謎があらかた解決された時代においては、その構想上常に何かしらの労力を必要とすることから、特異な地位を占めることとなった。

### フランス構造主義への影響
プラハ言語学研究会
モスクワから亡命してきた言語学者のローマン・ヤコブソン、ニコライ・トルベツコイらを創設メンバーとして1926年に発足した「プラハ言語学研究会」は、ロシア形式主義（ロシア・フォルマリズム）を源流に持ち、1929年にヤコブソンが掲げた「構造論的方法」という用語に由来する「プラハ構造主義」という思想運動を生み出した。その後、ヤコブソンはナチスから逃れるためアメリカに渡ることになるが、その途上に出会ったのが第二次大戦後のフランス構造主義の運動の立役者である文化人類学者のクロード・レヴィ＝ストロースであり、結果的にプラハ学派ら「構造主義者」の活動は戦後席巻するフランス構造主義運動の前段階に位置することとなった。
イェルムスレウの思想を一般に紹介した上で多方面に応用することを試みたのはふつうこのフランス構造主義者として知られるフランス哲学者のロラン・バルトであって、『Mythologies（神話作用）』(1957)、『Éléments de sémiologie（記号学の原理）』(1964)、『Système de la mode（モードの体系）』(1967)などの著作を通して紹介すると、1960年代初めにこの「フランス構造主義」で知られる構造言語学への熱狂的関心の高まりの波に乗る形で、イェルムスレウの著作も主にフランスで多数の反響を呼ぶこととなった。

## 家族・親族
- 父：ヨハネス・イェルムスレウは数学者。コペンハーゲン大学教授。1923年に『自然幾何学』（原著ドイツ語）およびルートヴィヒ・ウィトゲンシュタインとダフィット・ヒルベルトとの対話を出版している。バディル(2007) p.240。

## 著作目録
イェルムスレウの理論は独自の術語を大量に用いたもので、難解なことで知られている。
1929年
 Principes de grammaire générale. Copenhague: Bianco Lunos Bogtrykkeri. (1929)（邦訳：『一般文法の原理』）
1935年
“La catégorie des cas. Étude de grammaire générale”, Acta Jutlandica (Aarhus) VII, (1935)
1937年
“La catégorie des cas. Étude de grammaire générale”, Acta Jutlandica (Aarhus) IX, (1937)
1943年
 Omkring sprogteoriens grundlæggelse. København: Ejnar Munskgaard. (1943)（邦訳：『言語理論の確立をめぐって』／F. J. Whitfieldによる英訳 Prolegomena to a Theory of Language (University of Wisconsin Press, 1961)がある。仏訳はProlégomènes à une théorie du langage suivi de La Structure fondamentale du langage (Éditions de minuit, 1971)。英訳からの重訳が：『言語理論序説』）
1959年
 Essais linguistiques. Travaux du cercle linguistique de Copenhague. XII. København: Nordisk Sprog- og Kulturforlag. (1959)（言語学研究）
1963年
 Sproget. En introduktion.. København: Berlingske Forlag. (1963)（邦訳：『言語学入門』／仏訳がある。Le langage: une introduction (Éditions de minuit, 1984)）
1973年
 Essais linguistiques II. Travaux du cercle linguistique de Copenhague. XIV. København: Nordisk Sprog- og Kulturforlag. (1973)（言語学研究２）
 Sprogsystem og sprogforandering.. Travaux du Cercle linguistique de Copenhague. XV. København: Nordisk Sprog-og Kulturforlag. (1973)
1975年
 Résumé of a Theory of Language. Travaux du cercle linguistique de Copenhague. XVI. København: Nordisk Sprog-og Kulturforlag. (1975)（言語理論概説）
（没後刊行物）
1985年
 Nouveaux essais. Paris: Presses universitaires de France. (1985)(recueillis et présentés par François Rastier)（邦訳刊行予定『新言語学試論』）
2016年
Anne-Gaëlle Toutain, François Emionによる仏訳, Système linguistique et changement linguistique (Editions Classiques Garnier)

### 邦訳された著書
- 小林英夫(訳) 編『一般文法の原理』三省堂、1958年。 再版, 1974年
- 林栄一(訳) 編『言語理論序説』研究社出版、1959年。 再販、 ゆまに書房, 1998年
- 竹内孝次(訳) 編『言語理論の確立をめぐって』岩波書店、1985年。
- 下宮忠雄, 家村睦夫(訳) 編『言語学入門』紀伊國屋書店、1968年。
- 平田公威(訳) 編『新言語学試論』水声社〈叢書 記号学的実践〉、2023年。